# Mistrovství světa ve vodním slalomu 1967
Mistrovství světa ve vodním slalomu 1967 se uskutečnilo v československém Lipně nad Vltavou pod záštitou Mezinárodní kanoistické federace. Jednalo se o 10. mistrovství světa ve vodním slalomu.

## Muži

### Kánoe
| Závod       | Zlato | Body   | Stříbro | Body   | Bronz | Body   |
| C1          | Wolfgang Peters (FRG)                                                                                        | 318.05 | Harald Cuypers (FRG)                                                                                           | 340.57 | Karel Kumpfmüller (TCH) | 341.92 |
| C1 družstvo | Československo Karel Kumpfmüller Bohuslav Pospíchal Petr Sodomka                                             | 519.07 | Východní Německo Jürgen Köhler Jochen Förster Manfred Schubert                                                 | 566.00 | Západní Německo Harald Cuypers Wolfgang Peters Otto Stumpf                                                                 | 678.85 |
| C2          | Československo Miroslav Stach Zdeněk Valenta                                                                 | 279.99 | Československo Milan Horyna Gabriel Janoušek                                                                   | 293.26 | Československo Ladislav Měšťan Zdeněk Měšťan                                                                               | 300.40 |
| C2 družstvo | Východní Německo Ulrich Hippauf a Willi Landers Siegfried Lück a Jürgen Noak Günther Merkel a Manfred Merkel | 416.68 | Československo Milan Horyna a Gabriel Janoušek Ladislav Měšťan a Zdeněk Měšťan Miroslav Stach a Zdeněk Valenta | 420.15 | Západní Německo Gere Glück a Klaus Nenninger Manfred Heß a Wolfgang Wenzel Karl-Heinz Scheffer a Heinz-Jürgen Steinschulte | 525.57 |

### Kajak
| Závod       | Zlato                                                             | Body   | Stříbro                                                    | Body   | Bronz                                               | Body   |
| K1          | Jürgen Bremer (GDR)                                               | 272.56 | David Mitchell (GBR)                                       | 284.90 | Hans Hunziker (SUI)                                 | 285.05 |
| K1 družstvo | Východní Německo Jürgen Bremer Christian Döring Volkmar Fleischer | 392.02 | Západní Německo Eugen Weimann Günther Beck Peter Trojovsky | 432.12 | Francie Claude Lutz Jean-Louis Olry Claude Peschier | 467.54 |

## Ženy

### Kajak
| Závod       | Zlato                                                               | Body   | Stříbro                                                         | Body   | Bronz                                                                | Body   |
| K1          | Ludmila Polesná (TCH)                                               | 326.68 | Lia Merkelová (GDR)                                             | 347.03 | Bärbel Richterová (GDR)                                              | 360.47 |
| K1 družstvo | Východní Německo Bärbel Richterová Dagmar Sickertová Helga Luberová | 870.90 | Československo Jana Zvěřinová Bohumila Kapplová Ludmila Polesná | 876.64 | Západní Německo Bärbel Körnerová Heide Schröterová Kirsten Stumpfová | 938.35 |

## Mix

### Kánoe
| Závod | Zlato                                           | Body   | Stříbro                                       | Body   | Bronz                                     | Body   |
| C2    | Československo Jaroslava Krčálová Milan Svoboda | 367.65 | Východní Německo Erika Uhligová Horst Wängler | 391.26 | Východní Německo Edith Graboová Uwe Franz | 395.06 |

## Medailové pořadí zemí
| Pořadí | Země               | Zlato | Stříbro | Bronz | Celkem |
| ------ | ------------------ | ----- | ------- | ----- | ------ |
| 1      | Východní Německo   | 4     | 3       | 2     | 9      |
| 1      | Československo     | 4     | 3       | 2     | 9      |
| 3      | Západní Německo    | 1     | 2       | 3     | 6      |
| 4      | Spojené království | 0     | 1       | 0     | 1      |
| 5      | Francie            | 0     | 0       | 1     | 1      |
| 5      | Švýcarsko          | 0     | 0       | 1     | 1      |
| Celkem | Celkem             | 9     | 9       | 9     | 27     |